# Goethestraße 39 (Magdeburg)

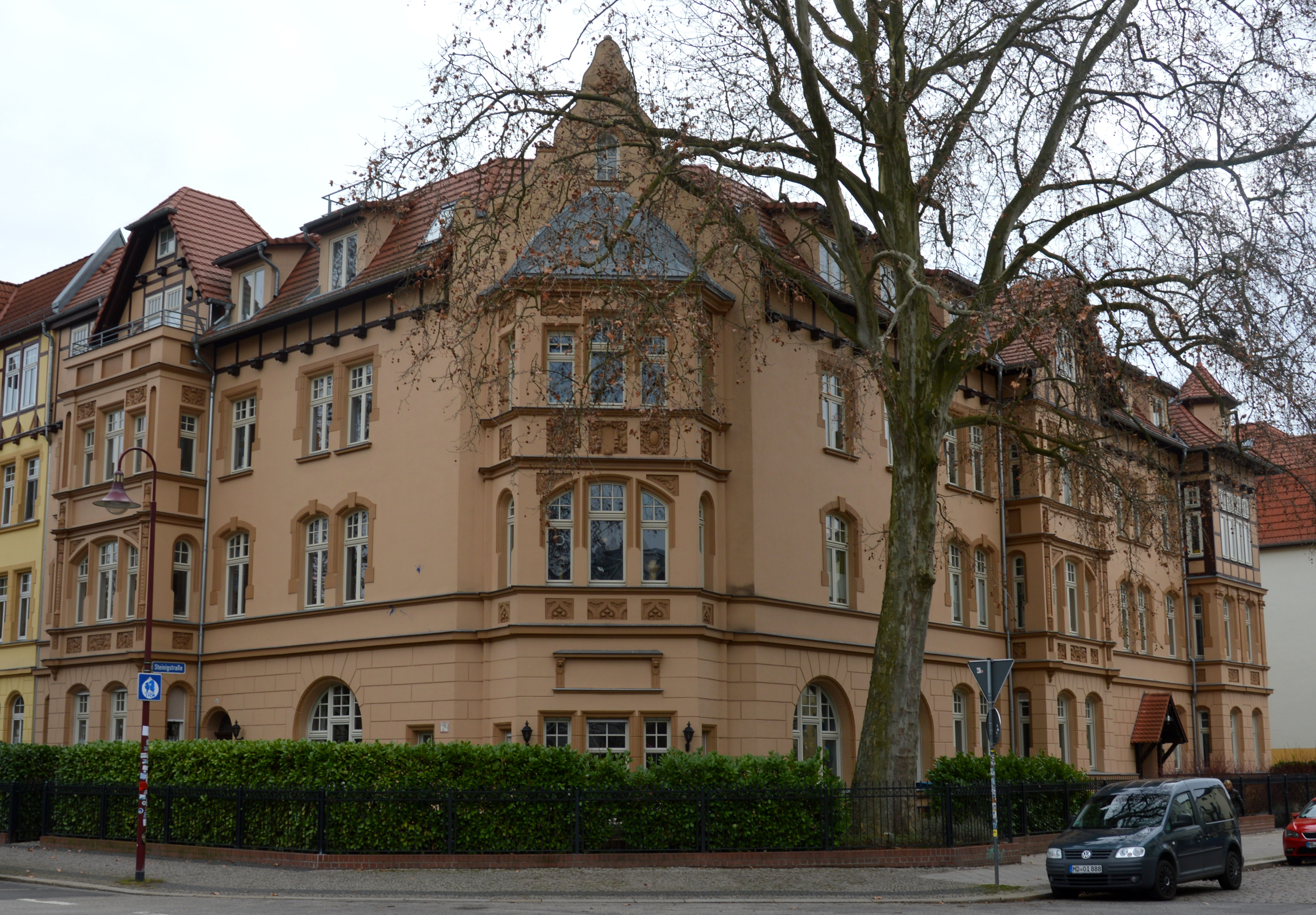
Goethestraße 39

Das Gebäude Goethestraße 39 ist ein denkmalgeschütztes Wohnhaus in Magdeburg in Sachsen-Anhalt.

## Lage
Es befindet sich auf der Südseite der Goethestraße im Magdeburger Stadtteil Stadtfeld Ost in einer Ecklage an der Einmündung der Steinigstraße.

## Architektur und Geschichte
Das dreigeschossige verputzte Wohnhaus wurde im Jahr 1901 durch den Bauunternehmer Friedrich Gummert errichtet. Der repräsentative Bau entstand im Stil der Neorenaissance. In der Ecklage ist der Grundriss polygonal ausgebildet. Die Gliederung der Fassade erfolgt durch Risalite, die mit einem Fachwerkgiebel bekrönt sind. Als Verzierungen finden sich an der Fassade Pilaster sowie Stuck in eklektizistischer Ausgestaltung. Hier sind Elemente des Neobarock und des Jugendstil vorhanden. In der Beletage sind Fensteröffnungen ähnlich wie Thermenfenster gestaltet.
Im Inneren des Hauses ist im Treppenaufgang noch Stuck aus der Bauzeit erhalten geblieben.
Im örtlichen Denkmalverzeichnis ist das Wohnhaus unter der Erfassungsnummer 094 71144 als Baudenkmal verzeichnet.
Das Gebäude gilt als Beispiel eines Mietswohnhauses mit gehobenem Anspruch aus der Zeit der Jahrhundertwende zum 20. Jahrhundert. Es wird als Bestandteil einer weitgehend erhaltenen Häuserzeile der Entstehungszeit als städtebaulich bedeutsam angesehen und ist aufgrund seiner Ecklage prägend für das Straßenbild.